# Die Zeuginnen
Die Zeuginnen (Originaltitel: The Testaments) ist ein Roman von Margaret Atwood aus dem Jahr 2019. Es ist eine Fortsetzung des Romans Der Report der Magd (The Handmaid’s Tale) aus dem Jahr 1985. Aus der Perspektive dreier Frauen, die auf unterschiedliche Weise in Verbindung zur Hauptfigur des Vorgängerbuches stehen, erzählt Atwood drei Lebensgeschichten in der Zeit des Niedergangs des fiktiven Staates Gilead. Sie bezog dabei auch Elemente aus der seit 2017 ausgestrahlten Fernsehserie The Handmaid’s Tale – Der Report der Magd ein.

## Handlung
Die Handlung beginnt etwa 15 Jahre nach dem Ende des Vorgängerbuches, das mit der Flucht der Protagonistin endet, aber viele Fragen über ihr weiteres Schicksal unbeantwortet lässt. Der Roman ist in drei Handlungssträngen erzählt, die gegen Ende des Buches zusammenlaufen. Er ist durchgehend aus der Ich-Perspektive erzählt und setzt sich – wie auch Der Report der Magd – aus fiktiven Dokumenten zusammen: den autobiografischen Aufzeichnungen Tante Lydias und den Zeugenaussagen zweier aus Gilead entkommener junger Frauen, die als Zeugin 369A bzw. 369B bezeichnet werden.

### Tante Lydia
In ihrem Bericht stellt Tante Lydia dar, wie sie den Umsturz zur Gründung von Gilead erlebt hat. Durch Folter gefügig gemacht, erklärt sie sich bereit, das System der „Tanten“ aufzubauen, die als eine Art Sittenwächterinnen das Leben der Frauen von Gilead kontrollieren. Sie geht anfangs mit großer Grausamkeit vor und erarbeitet sich das Vertrauen der Führungselite Gileads. Mit der Zeit baut sie ihre eigene Machtposition so weit aus, dass sich für sie neue Spielräume ergeben. Unter anderem sammelt sie Dokumente über die Verbrechen der menschenverachtenden und korrupten Regierung von Gilead und leistet so schließlich einen wesentlichen Beitrag zum Sturz der Diktatur, den sie selbst nicht mehr erlebt: Aufgrund ihrer tiefen Verstrickungen in das System geht sie davon aus, entweder als wichtige Zeugin von Gileads Regierung ermordet oder von dessen Nachfolgestaat für ihre Kollaboration hart bestraft zu werden, und kommt dem durch ihren Suizid zuvor.
Tante Lydias Perspektive gibt tiefere Einblicke in die politischen Prozesse innerhalb Gileads, die der Protagonistin aus Der Report der Magd verschlossen geblieben waren. In ihrem Bericht reflektiert sie ihre komplexe Rolle zwischen Kollaboration und Widerstand in einem von ihr mitgestalteten Unrechtsstaat.

### Agnes Jemima / Tante Victoria / Zeugin 369A
Agnes ist bei einer Familie aus der Führungselite Gileads aufgewachsen. Erst nach dem Tod ihrer Mutter erfährt sie, dass diese nicht ihre leibliche Mutter war, sondern das Kind einer Magd (handmaid) entrissen hat. Ihre leibliche Mutter ist die Protagonistin des Buches Der Report der Magd. Agnes Jemima ist damit identisch mit der aus der Fernsehserie als Hannah bekannten Figur, die noch vor der Gründung Gileads geboren wurde, aber zu jung war, um sich klar daran zu erinnern. Um einer Zwangsheirat zu entgehen, bewirbt sich Agnes Jemima mit der Unterstützung von Tante Lydia um eine Ausbildung als Tante und wird unter dem Namen Tante Victoria zur Anwärterin auf dieses Amt.
In ihrer Erzählung reflektiert Agnes, wie auch ein repressives System für diejenigen, die darin leben, die Normalität darstellt, und stellt fest, dass sie trotz der dort erfahrenen Unterdrückung das Ende Gileads als Verlust erlebt.

### Daisy / Nichole / Jade / Zeugin 369B
Daisy wächst in Toronto bei Pflegeeltern auf, ohne zu wissen, dass sie in Gilead geboren und als Baby von der Widerstandsbewegung Mayday nach Kanada geschmuggelt wurde. Ihre Pflegeeltern betreiben ein Second-Hand-Geschäft, das der Bewegung als Umschlagplatz für Nachrichten dient. Daisy interessiert sich zunehmend für die Ungerechtigkeiten im Nachbarland Gilead und beginnt, sich politisch zu engagieren. Als ihre Pflegeeltern im Auftrag der Regierung Gileads ermordet werden, muss Daisy fliehen. Mitglieder von Mayday klären sie über ihre Herkunft auf. Sie erfährt, dass sie das berühmte Kind mit dem Namen Nichole ist, dessen Auslieferung Gilead nach wie vor fordert und das für Gilead ein zentrales Element der staatlichen Propaganda, in anderen Staaten ein Symbol des Protests gegen Gilead geworden ist. Mayday hat Kontakt zu einer zunächst nicht namentlich bekannten einflussreichen Person in Gilead. Mit ihrer Hilfe gibt sich Nichole als Jade aus, ein Mädchen, das zur Staatsreligion Gileads konvertieren möchte, um in Wirklichkeit den Staat zum Austausch von Nachrichten zu infiltrieren. Die Kontaktperson in Gilead stellt sich als Tante Lydia heraus, die Nichole mit ihrer Halbschwester Agnes zusammenführt und ihnen beiden die gemeinsame Flucht aus Gilead ermöglicht. Dabei vertraut sie ihnen ihr gesammeltes Beweismaterial an. Es soll in Kanada veröffentlicht werden und hat das Potenzial, Gilead so zu destabilisieren, dass der Staat nicht weiter bestehen kann.
Nichole, ein in einer freiheitlichen Demokratie aufgewachsenes Mädchen, bietet eine Außenperspektive auf Gilead und ein Gegenbild zu seiner von der strengen Erziehung in Gilead geprägten Halbschwester Agnes.

### Historischer Epilog
Wie Der Report der Magd endet auch Die Zeuginnen mit einem metafiktionalen Protokoll einer wissenschaftlichen Konferenz. Wie im Vorgängerbuch ordnet Professor Pieixoto, ein führender Experte der Gilead-Studien, den autobiografischen Bericht und die Aussagen der beiden jungen Zeuginnen quellenkritisch ein. Er zieht außerdem archäologische Quellen hinzu, darunter ein Denkmal, das Agnes und Nichole zur Erinnerung an ihre in Gilead gebliebene Freundin Becka errichteten und dessen Inschrift ihre Mutter, ihre Väter, ihre Kinder und Enkelkinder erwähnt. Daraus lässt sich folgern, dass die beiden jungen Hauptfiguren ihre gemeinsame Mutter und ihren jeweiligen Vater in Kanada wiedergefunden haben.
Dem Epilog zufolge ist die vorliegende Textfassung Die Zeuginnen ein Faksimile der drei Erlebnisberichte, die Professor Pieixoto und sein wissenschaftliches Team in einer narrativen Reihenfolge  arrangiert haben.

## Hintergrund
In ihrem Nachwort schreibt Margaret Atwood, dass sich die Ideen zu diesem Buch teilweise aus Spekulationen von Fans des ersten Buches ergeben haben. Atwoods Antworten auf an sie als Autorin gerichtete Fragen hätten sich über die Jahre dadurch geändert, dass einige der in Der Report der Magd dargestellten Möglichkeiten der politischen Entwicklung in der Zwischenzeit Realität geworden seien. Ihrer Auffassung nach befand sich die Bevölkerung vieler Länder, darunter auch der USA, zum Zeitpunkt des Erscheinens des Buches unter stärkerem Druck als um die Zeit, zu der sie Der Report der Magd schrieb.
Eine besonders häufig an sie gerichtete Frage sei gewesen, wie Gileads Herrschaft zu Fall gebracht wurde. Dieses Buch sei ihre Antwort darauf. Allgemein bemerkt Atwood, dass totalitäre Staaten sowohl im Inneren zusammenbrechen können, da sie sich auf ein Versprechen gründen, das sie nicht halten können, als auch durch Druck von außen gestürzt werden können, oder aber eine Kombination aus beidem. Es gebe keine allgemeingültige Antwort auf diese Frage, da historische Ereignisse selten unausweichlich seien.

### Verhältnis zur Fernsehserie
Die Fernsehserie The Handmaid’s Tale – Der Report der Magd, welche von 2017 bis 2025 ausgestrahlt wurde, verfilmt in der ersten Staffel die Handlung der gleichnamigen Buchvorlage, danach wurde die Geschichte frei weiterentwickelt. Margaret Atwood wurde bei der Entwicklung der Serie zu Rate gezogen, um sicherzustellen, dass sie nicht ihren Vorstellungen zuwiderlief. Beispielsweise bestand Atwood darauf, dass die Tochter der Hauptfigur überleben muss, da sie deren Lebensgeschichte weitererzählen wollte.  Umgekehrt nahm Atwood Rücksicht auf die in der Serie etablierten Handlungselemente. So zeigte die Serie in einer Rückblende Tante Lydias früheres Leben als Grundschullehrerin. In Die Zeuginnen war Tante Lydia in der Zeit vor Gilead von Beruf Familienrichterin, Atwood flocht aber ein, dass sie für einige Jahre als Lehrerin gearbeitet habe.
In einem Interview sagte Atwood, dass die Charaktergestaltung Tante Lydias im Fortsetzungsbuch durch Ann Dowds Darstellung in der Fernsehserie geprägt sei. In der Hörbuchfassung des Buches liest Dowd die aus Tante Lydias Sicht erzählten Textteile.
Der historische Epilog nimmt humorvoll auf die Fernsehserie Bezug, indem er erwähnt, dass Professor Pieixoto an einer Fernsehserie namens Inside Gilead – Daily Life in a Puritan Theocracy mitgewirkt habe. Der Epilog erwähnt auch, dass die Gilead-Studien, die lange Zeit eine Nischendisziplin waren, in den letzten Jahren großen Zulauf erfahren hätten und dass auch Gilead-Reenactment populär geworden sei. Margaret Atwood sagte in einem Interview, sie sei beeindruckt davon, dass die Kostümierungen aus der Fernsehserie inzwischen als Mittel des politischen Protests genutzt werden.

## Auszeichnungen
Die Zeuginnen gewann 2019 gemeinsam mit Girl, Woman, Other von Bernardine Evaristo den Booker Prize. 2020 wurde der Roman mit dem Kurd-Laßwitz-Preis in der Kategorie Bestes ausländisches Buch ausgezeichnet und stand auf der Auswahlliste für die British Book Awards.

## Ausgaben
Die Originalausgabe unter dem Titel The Testaments erschien im September 2019 (ISBN 978-0-385-54378-1). Die deutsche Ausgabe erschien im selben Jahr im Berlin Verlag, übersetzt von Monika Baark (ISBN 978-3-8270-1404-7).
In beiden Sprachen erschienen Hörbuchfassungen. Die Texte Tante Lydias in der englischsprachigen Hörbuchfassung (ISBN 978-1-78614-259-7) spricht Ann Dowd, die diese Rolle auch in der Fernsehserie spielt; die weiteren Texte lesen Bryce Dallas Howard und Mae Whitman als Agnes Jemima und Nichole, Derek Jacobi und Tantoo Cardinal als Professor James Darcy Pieixoto and Professor Maryanne Crescent Moon. Das Vorwort, das Nachwort sowie die Kapiteltitel und den Abspann liest Margaret Atwood selbst.
Die deutsche Hörbuchfassung (ISBN 978-3-86952-433-7) lesen Leslie Malton, Eva Meckbach, Inka Löwendorf, Vera Teltz und Julian Mehne.